# Spinazie
Spinazie (Spinacia oleracea) is een plant uit de amarantenfamilie (Amaranthaceae). Spinazie is verwant aan onder andere ganzenvoet en melde. Het is een snelgroeiende, eenjarige als bladgroente gebruikte plant, die al vroeg in het voorjaar beschikbaar is. Spinazie groeit bijna over de gehele wereld, met uitzondering van de tropische gebieden.
Spinazie is een oude groente die voor het eerst in het Perzische Rijk geteeld werd. Terwijl spinazie al eeuwen eerder geteeld werd in China, bereikte de plant Europa in de twaalfde eeuw met de komst van de Moren in Spanje. In de 16e eeuw was spinazie nog een nieuwigheid in Italië, maar het was toen al wel ingeburgerd in Engeland. Het eerste gebruik bleef beperkt tot laxeermiddel. Het laxeereffect is te danken aan het hoge gehalte aan oxaalzuur.

## Etymologie
Het woord spinazie is afgeleid van het Perzische woord اسفناج 'Esfenaj'.

## Rassen
Er zijn verschillende rassen, waarvan de meeste F1-hybriden zijn. Ook zijn er rassen met een groot wortelstelsel (Utrechtse Winter en Winterreus) die winterhard zijn en in het najaar gezaaid worden.

## Zaadvorm
Het zaad van spinazie is rond of scherp. De scherpzadige rassen (zoals 'Breedblad Scherpzaad') zijn zeer snelle groeiers, maar schieten ook snel door en worden voor de vroegste teelt gebruikt. Voor de voorjaarsteelt zijn minder snel doorschietende rassen nodig, omdat anders bijna geen blad maar wel snel een bloeistengel gevormd wordt. Voor de zomerteelt worden zeer traag doorschietende rassen gebruikt.

## Teeltwijzen

### Vroege teelt
Deze teelt vindt plaats onder glas. Er wordt in december en januari gezaaid. Per m² wordt 30 tot 50 g zaaizaad gebruikt. Het meeste zaaizaad bij de vroegste zaai. Geoogst kan worden bij de vroegste zaai vanaf eind februari en bij de laatste zaai tot begin april. De opbrengst is 2 tot 3 kg/m².

### Zomerteelt
Voor deze teelt wordt in april tot augustus in de vollegrond gezaaid. Per m² wordt 15 tot 20 g zaaizaad gebruikt. Geoogst kan worden vanaf eind mei. De opbrengst is 3,5-4,5 kg/m².

### Herfstteelt
Voor deze teelt wordt van eind juli tot half september in de vollegrond gezaaid. Per m² wordt 25 tot 30 g zaaizaad gebruikt. Er kan geoogst worden in oktober. De opbrengst is 1,5 tot 2,5 kg/m².

### Winterteelt
Voor deze teelt wordt in september in de vollegrond gezaaid. Per m² wordt 10 tot 15 g zaaizaad gebruikt. Bij deze teelt kan van dezelfde planten drie keer geoogst worden. De spinazie kan voor de eerste keer half november gemaaid worden, maar is dan wel gevoeliger voor vorstschade. Na hergroei kan voor de tweede keer in maart gemaaid worden en voor de derde keer in april. De opbrengst is 2,5 kg/m² per keer maaien.
De winterteelt wordt in de beroepsgroenteteelt niet meer toegepast. Vroeger was deze teelt vooral rondom Utrecht belangrijk. In het vroege voorjaar werd de spinazie met beer bemest afkomstig uit de Utrechtse gierkelders en per schip over de rivier de Vecht aangevoerd. In de beer zat ook chloor waar spinazie niet alleen goed tegen kan, maar ook nog beter van groeit.

## Voedingswaarde
Per 100 g vers product (gemiddelde waarden):
Energie
- Voedingswaarde: 15 kcal / 63 kJ

Macronutriënten
- Eiwit: 2,5 g
- Koolhydraten: 0,6 g
- Suikers: 0,4 g
- Vet: 0,6 g

Micronutriënten
- Caroteen: 5 mg
- Vitamine A: 0,8 mg
- Vitamine B1: 0,11 mg
- Vitamine B2: 0,2 mg
- Nicotinezuur (Vitamine B3): 0,7 mg
- Vitamine B6: 0,2 mg
- Foliumzuur: 130 µg
- Vitamine K1: 394 µg
- Vitamine C: 28 mg
- IJzer: 4,1 mg
- Kalium: 650 mg
- Calcium: 120 mg
- Koper: 0,12 mg
- Magnesium: 77 mg
- Natrium: 65 mg
- Fosfor: 55 mg
- Selenium: 1 µg
- Zink: 0,50 mg

Diversen
- Water: 93,6 %
- Oxaalzuur: 800 mg

## IJzer en vitaminen
Van spinazie ging lang het verhaal dat het een hoog ijzergehalte had. Om de consumptie van spinazie in de Verenigde Staten te stimuleren werd in de jaren 40 de tekenfilmheld Popeye in het leven geroepen. Telkens wanneer Popeye in nood zit blijkt er op de vreemdste momenten een blik spinazie voorhanden, waarvan Popeye de inhoud snel consumeert, waarna hij binnen de kortste keren zegeviert. Spinazie bevat inderdaad meer ijzer (3-4 mg) dan veel andere groenten, maar het ijzergehalte van spinazie is lange tijd overschat, en nog steeds geniet spinazie dit imago. De oorzaak daarvan is niet helemaal duidelijk. Eén theorie is dat de resultaten van onderzoek met gedroogde spinazie op verse spinazie overgedragen werden, een andere, ongedocumenteerde verklaring luidt dat er ooit een komma op de verkeerde plek werd gezet.
Spinazie is rijk aan caroteen, vitamine E en antioxidanten.

## Ziekten

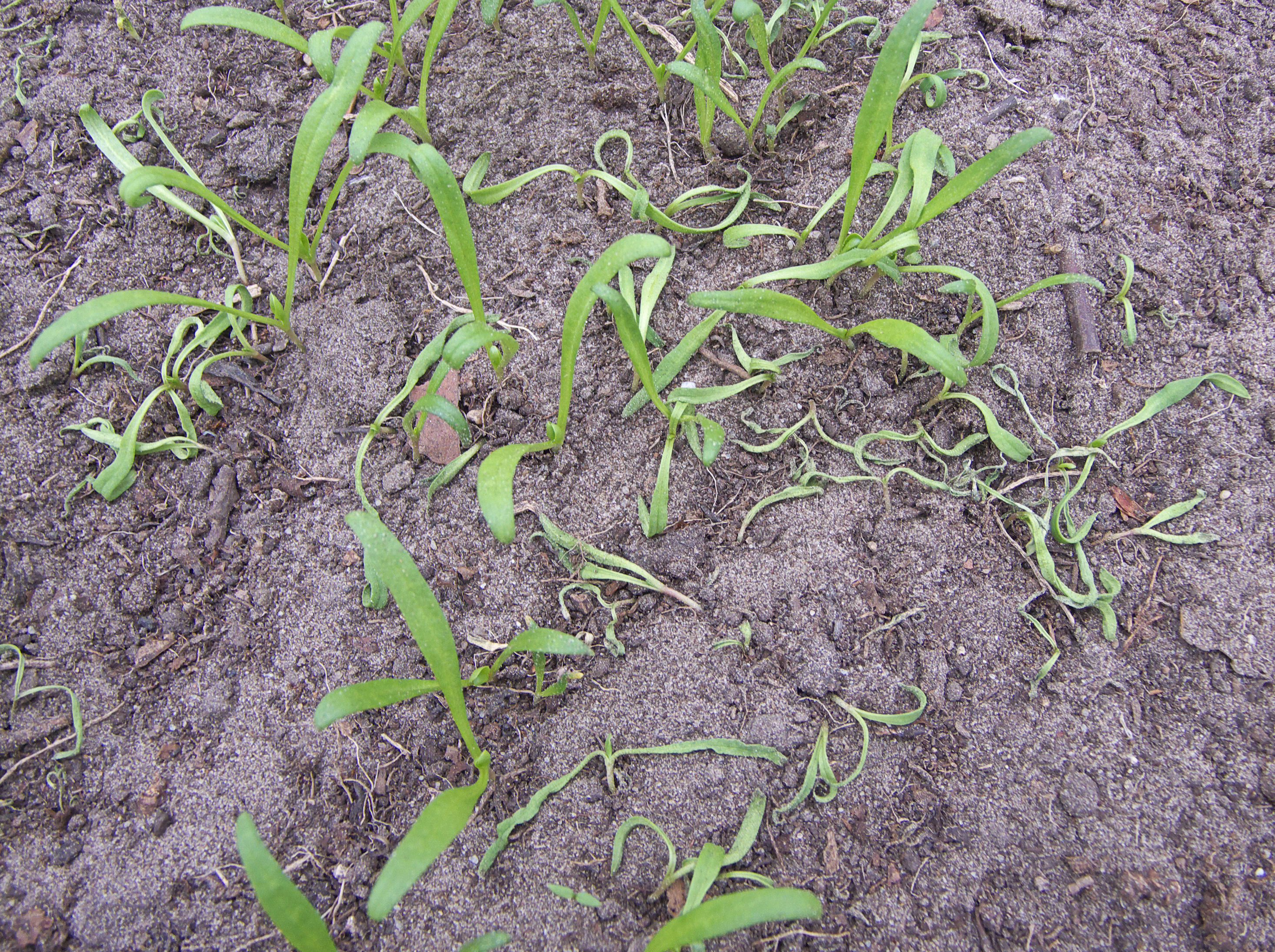
Pleospora betae

De belangrijkste ziekte bij spinazie is wolf (Peronospora farinosa) dat een grijs schimmelpluis op de onderkant van de bladeren vormt. Alleen bij de vroege teelt met zaai in december komt wolf niet voor. Van deze ziekte zijn verschillende fysio's bekend, waar de rassen verschillend vatbaar voor zijn. De veredelaars kunnen de schimmel maar net voorblijven met het kweken van nieuwe rassen met resistentie tegen de nieuwe fysio's.
Er zijn in 2009 al 11 fysio's bekend. Fysio 10, 11 en een nieuw isolaat (nog niet officieel benoemd fysio) zijn op dit moment zeer gevaarlijk in de Verenigde Staten. Fysio 11 en 8 zijn de meest gevaarlijke fysio's in Europa. Telers in de US vragen om volledig resistente rassen. In Europa wordt om fysio 1 tot en met 11 resistente rassen gevraagd.
Hobbytelers moeten het met minder resistente rassen doen. De meeste zaadhuizen bieden hooguit fysio 1 tot en met 5 resistente rassen aan in kleinverpakking.
Bij spinazie komen ook kiemplantenziekten voor. Aantasting kan worden tegengegaan door niet te dicht te zaaien, een goede ontwatering en een pH van ongeveer 6.
- Bij aantasting door Pleospora betae worden de stengeltjes van de kiemplanten glazig bruin en vallen de plantjes om.
- Bij aantasting door Pythium-soorten snoeren de stengeltjes op de grens van de lucht en de grond in en worden de stengeltjes en de bladstelen zwart.
- Bij aantasting door wortelbrand (Colletotrichum dematium f. sp. spinaciae) worden de wortels van de plantjes bruin en sterven de kiemplanten af.

Daarnaast kan spinazie vooral in de zomermaanden aangetast worden door komkommermozaïekvirus I. Er zijn ook mozaïek resistente rassen.
Zie ook: Biologische zaaitabel

## Nitrietvorming
Net als alle andere bladgroenten bevat spinazie nitraten. Het grootste gedeelte van het in het lichaam opgenomen nitraat wordt uitgescheiden. Een kleine fractie wordt door bacteriën echter omgezet in nitriet.
Er zijn twee bezorgdheden met betrekking tot nitrieten in het lichaam. Enerzijds kunnen ze bij zuigelingen aanleiding geven tot een verstoord zuurstoftransport en cyanose (of blauwzucht). Anderzijds bevorderen ze de vorming van N-nitrosoverbindingen zoals nitrosaminen (bijvoorbeeld wanneer spinazie gecombineerd wordt met vis). Volgens sommige onderzoeken zouden nitrosaminen tevens kankerverwekkend zijn, maar andere onderzoeken spreken dat tegen.
De bacteriën die nitraten omzetten in nitrieten gedijen het beste in een lauwwarme omgeving. Vroeger werd vaak aangeraden om eenmaal gekookte spinazie niet meer opnieuw op te warmen, omdat in de tussenliggende tijd bij kamertemperatuur meer nitriet gevormd kan worden dan gezond is. Dit advies dateert echter uit de tijd dat koelkasten en vriezers nog geen gemeengoed waren. Met de huidige koeltechnieken kan spinazie ook thuis snel genoeg gekoeld worden, zodat zich geen grote nitrietconcentraties vormen. Het advies om spinazie niet opnieuw op te warmen is dan ook niet meer terug te vinden op de meeste spinazieverpakkingen. Met name bij zwakkere mensen, zoals kleine kinderen, zwangere vrouwen en ouderen, blijft het echter raadzaam om op te passen met spinazie die niet vers is.

## Afbeeldingen

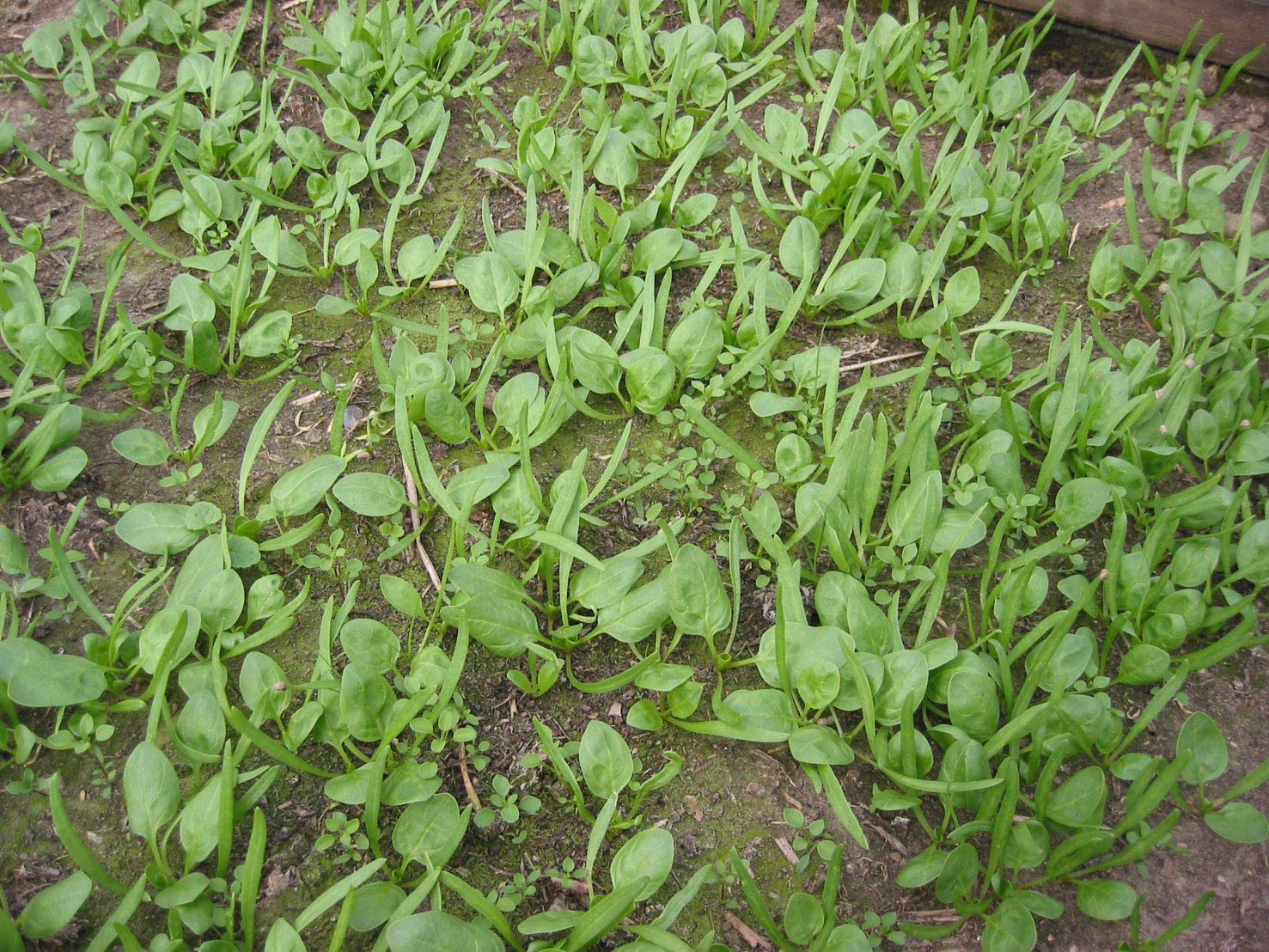
Spinazie in kas
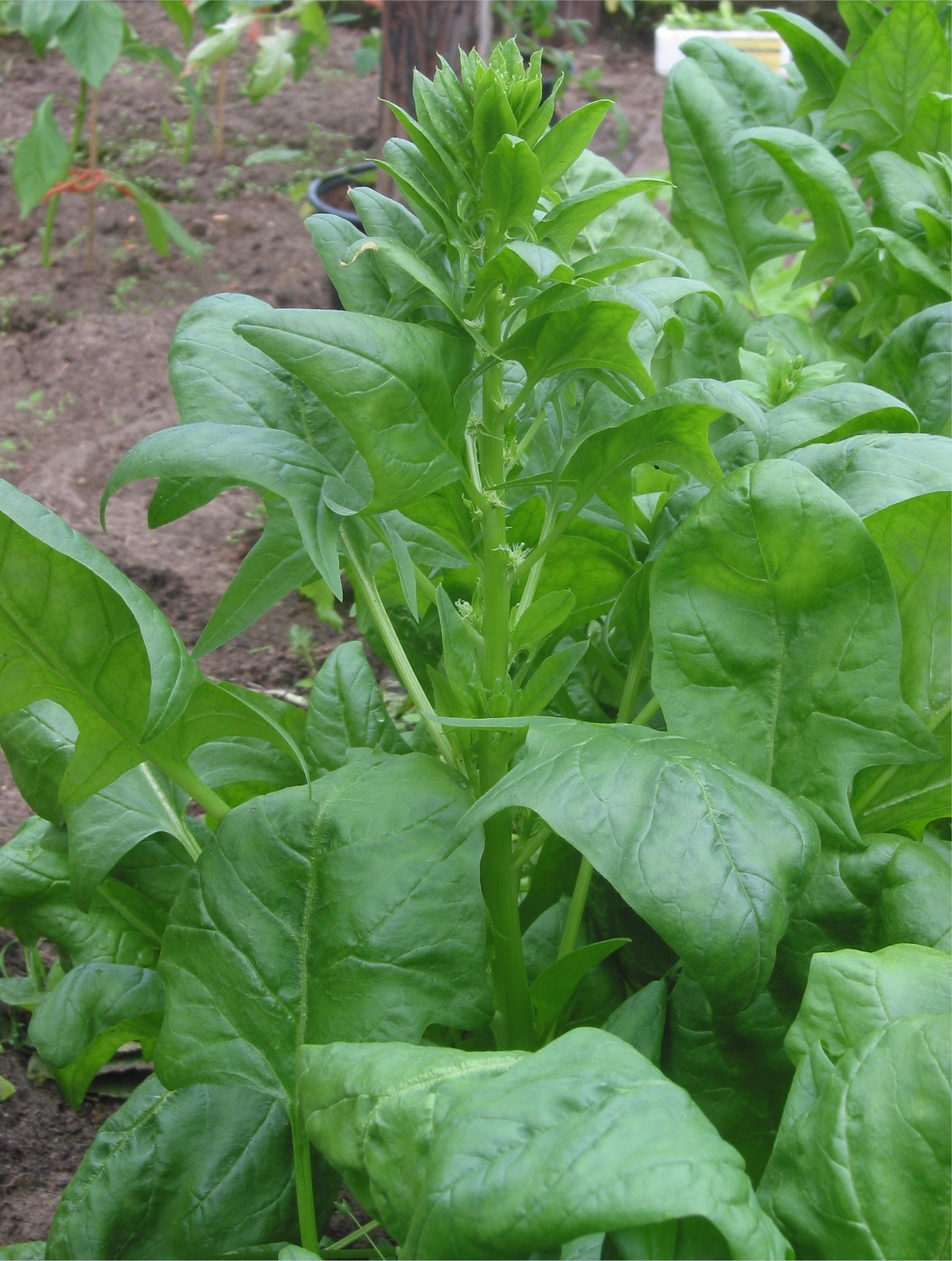
Overwegend vrouwelijk bloeiende plant
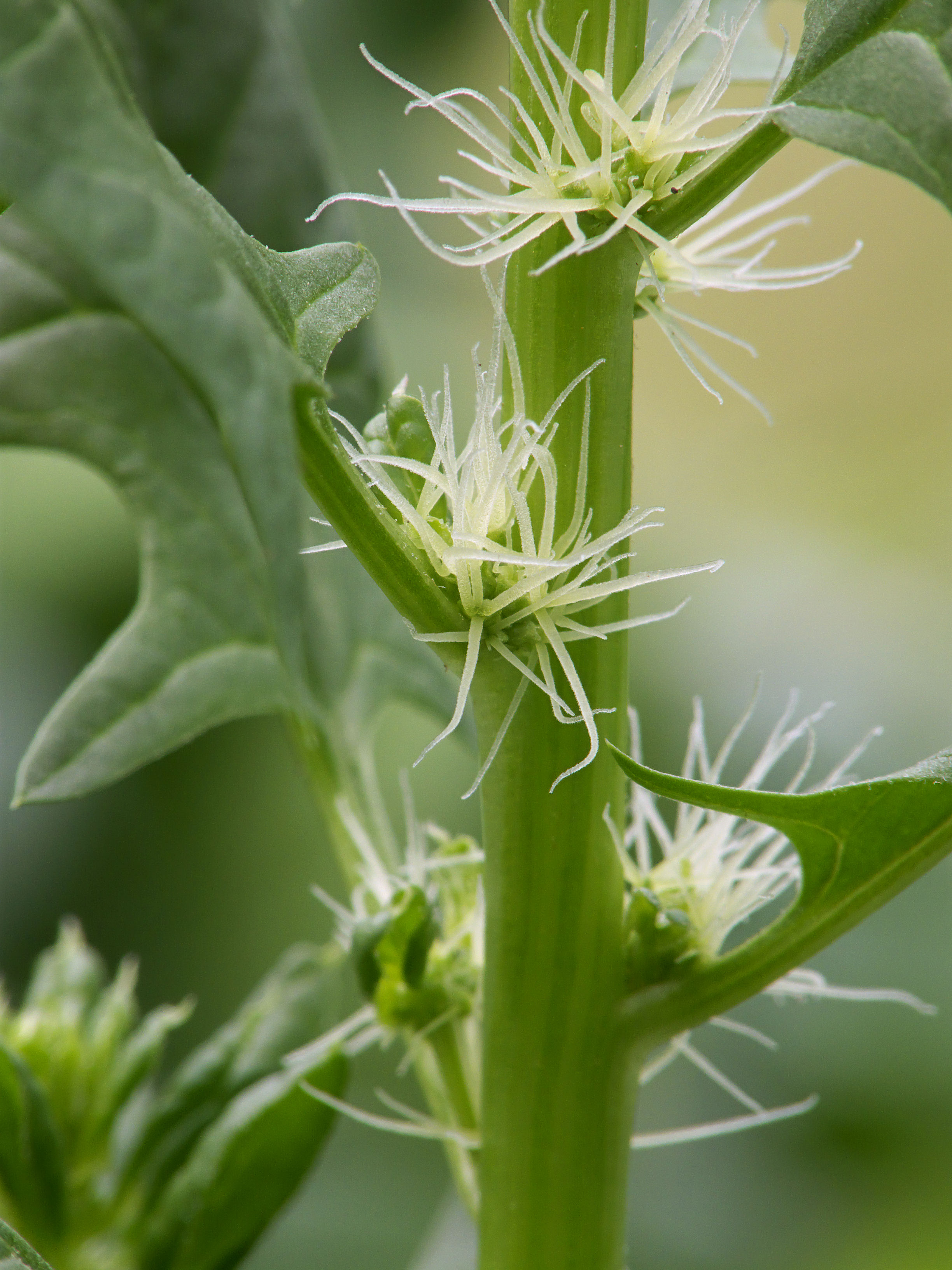
Vrouwelijke bloemen
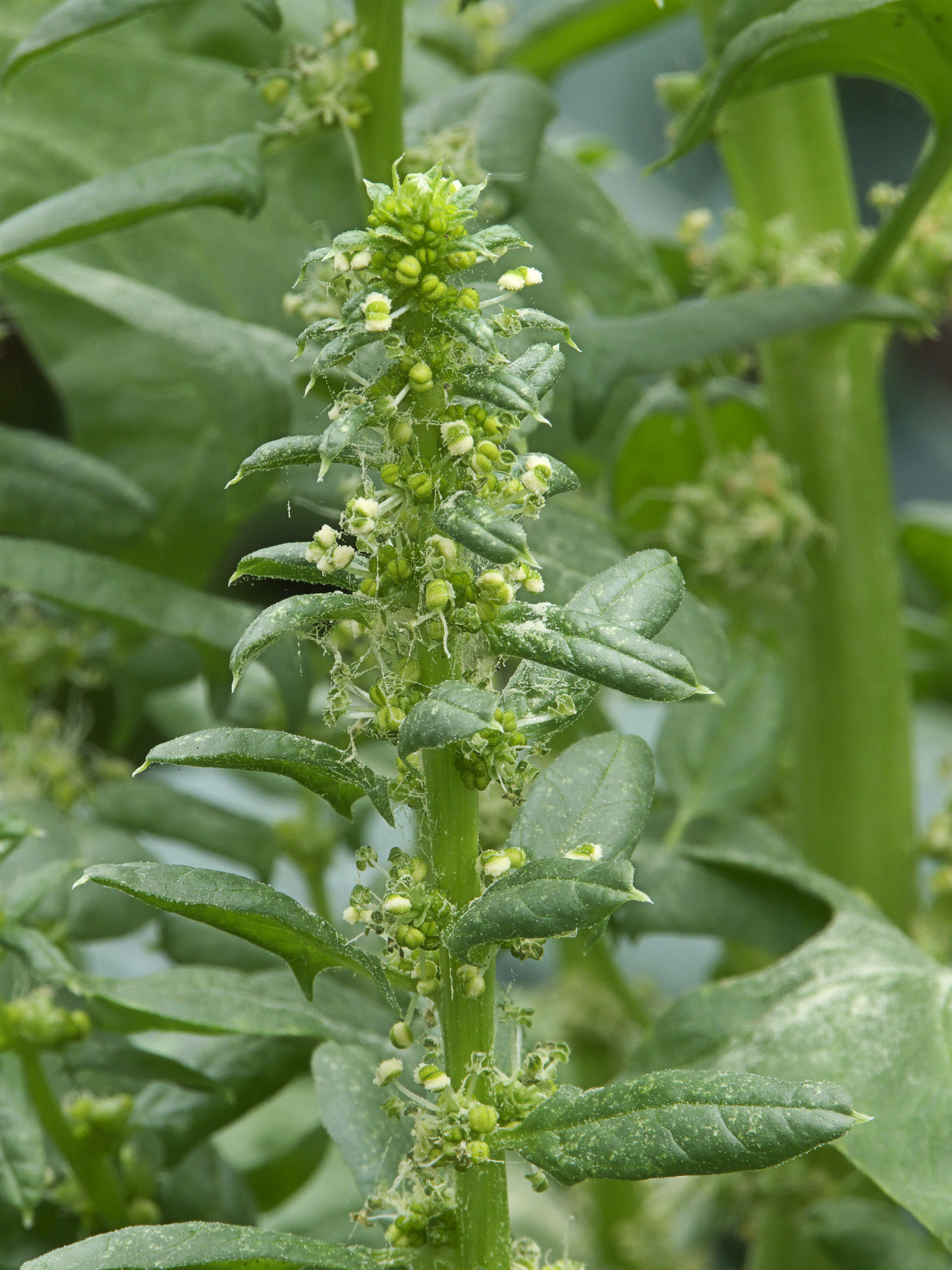
Overwegend mannelijk bloeiende plant
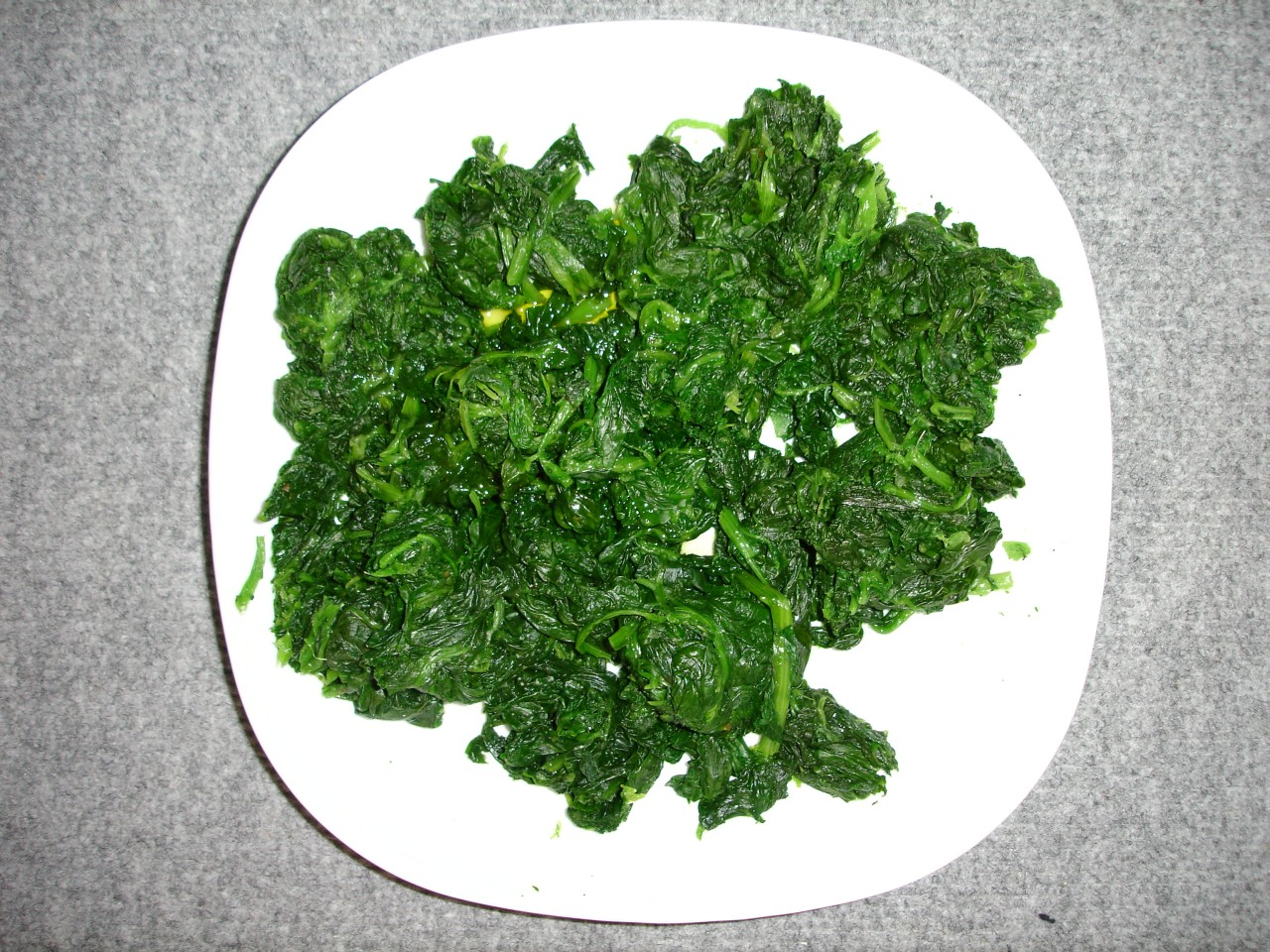
Gekookte spinazie